# Kruno Radiljević
Kruno Radiljević (Mostar, 1931–1990) olimpiai ezüstérmes jugoszláv válogatott labdarúgó, középpályás.

## Pályafutása

### Klubcsapatban
1950 és 1965 között a Velež Mostar labdarúgója volt. 1958-ban jugoszlávkupa-döntős volt a csapattal.
Összesen 296 bajnoki mérkőzésen szerepelt és 24 gólt szerzett.

### A válogatottban
Tagja volt az 1956-os melbourne-i olimpián ezüstérmes csapatnak, de mérkőzésen nem szerepelt. 1956 és 1958 között négy alkalommal szerepelt a jugoszláv B-válogatottban. Háromszor Magyarország és egyszer Csehszlovákia ellen.

## Sikerei, díjai
- az év játékosa a horvát labdarúgó-bajnokságban (1954–55)

 Jugoszlávia
- Olimpiai játékok
  - ezüstérmes: 1956, Melbourne

 Velež Mostar
- Jugoszláv kupa
  - döntős: 1958